# Ambatondrazaka Sport
Ambatondrazaka Sport – madagaskarski klub piłkarski (zapewne mający siedzibę w mieście o tej samej nazwie), pierwszy zdobywca tytułu mistrza Madagaskaru; miało to miejsce w 1956 roku (Madagaskar nie był wówczas jeszcze niepodległym państwem).